# Megachile nitidiscutata
Megachile nitidiscutata är en biart som beskrevs av Heinrich Friese 1920. Megachile nitidiscutata ingår i släktet tapetserarbin, och familjen buksamlarbin. Inga underarter finns listade i Catalogue of Life.